# Conejita de Playboy

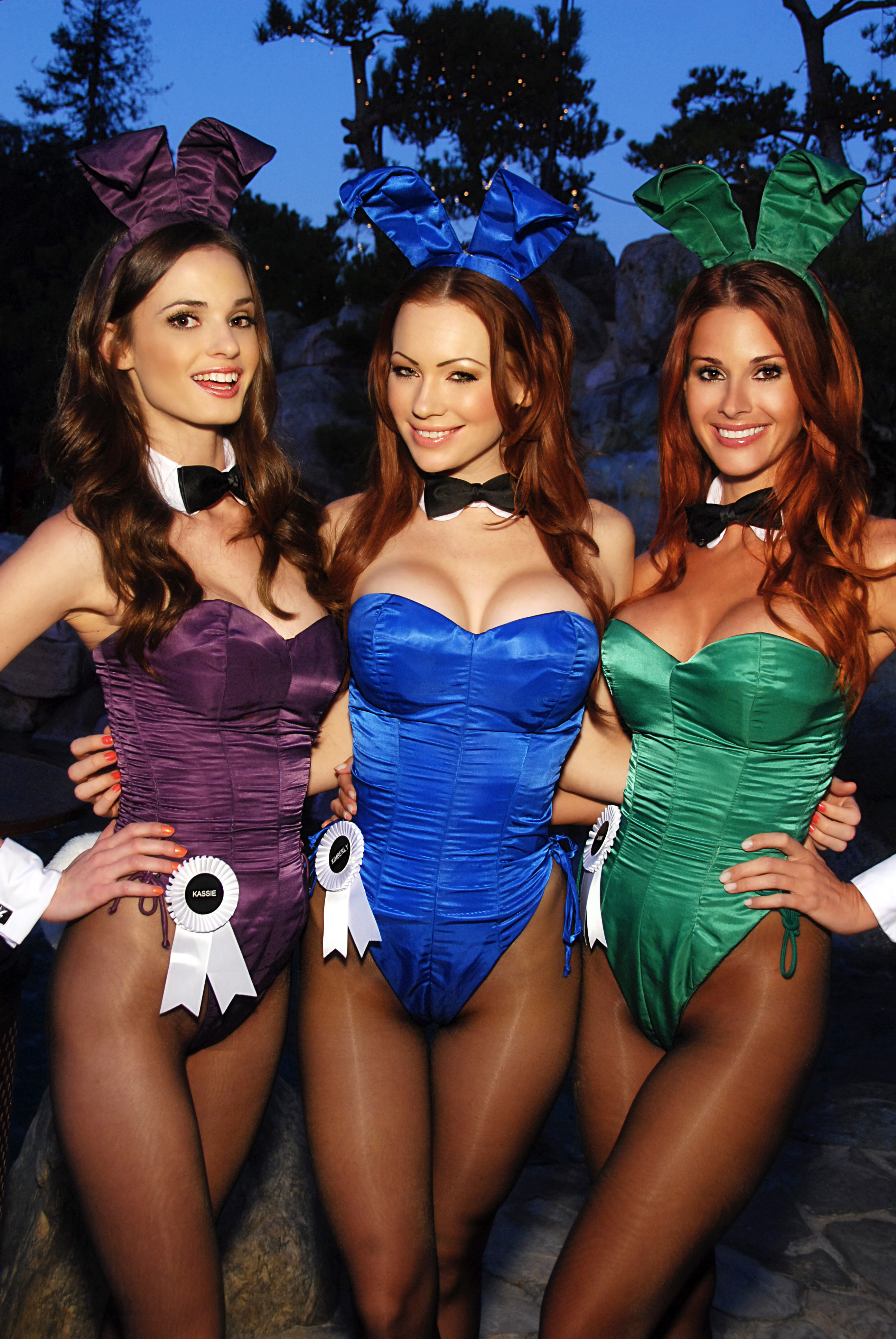
Conejitas en la Mansión Playboy en julio de 2011.

Una conejita de Playboy es una camarera que está en los clubes Playboy. Dichos clubes estuvieron abiertos desde 1960 a 1988, hasta que en 2006 reabrió uno en el hotel The Palms en Las Vegas. El nombre viene del característico traje que llevan las mujeres inspirado en la mascota de la compañía, en el que visten un body corsé sin tirantes, pantis negros trasparentes, pajarita, cuello y puños blancos, diadema con orejas y un rabo de algodón rosado idéntico al de un conejo.

## Comportamiento y servicio
El trabajo de las conejitas variaba según su puesto. Además de camareras, había otros puestos como la portera (Door Bunny), la vendedora de cigarrillos (Cigarette Bunny), bailarina de la pista (Floor Bunny), de compañía (Playmate Bunny) y azafatas (Jet Bunnies); estas últimas eran instruidas como auxiliares de vuelo y trabajaban en el Playboy "Big Bunny" Jet. Las mujeres que aspiraban a ser una conejita, debían pasar un casting de selección además de someterse a un riguroso entrenamiento. También se les requería conocer 143 tipos de licores y saber elaborar 20 cócteles. Además existían normas de conducta: tenían prohibido quedar o socializar con los clientes, además, estos tenían prohibido tocar a las mujeres y podrían ser sancionados.
A una conejita se le requería realizar cierto tipo de maniobras en el trabajo incluyendo el deber de mantener mientras esperaba o se sentaba diferentes posturas ante el cliente, como el "bunny dip", una graciosa inclinación hacia atrás doblando las rodillas una por delante de la otra que le permitía servir las bebidas manteniendo su generoso escote en su lugar.

## Vestimenta
El uniforme de las conejitas se convirtió en el símbolo de los clubes Playboy y fue el primero en ser registrado bajo la Oficina de Patentes y Marcas de Estados Unidos (con el número 0762884). El traje se parecía inicialmente a un traje de baño estándar de los años 1950 con la cola abullonada de hilo y la diadema con orejas. Buscando que fueran más atractivos visualmente, Hugh Hefner lo modificó acortando la pierna y ciñendo el talle con cordones. Buscando un aspecto más de corista, en 1962 se contrató a la diseñadora francesa Renee Blot para rediseñarlo, siendo ella la que añadió el cuello, los puños y la pajarita, la cola de algodón esponjoso y acortó las orejas. También añadió una roseta de satén con el nombre de la conejita prendida en la cadera. De satén y rayón en doce colores disponibles, unos años más tarde Playboy contrató a un reputado fabricante de lencería y trajes de baño para fabricarlos en tejido de punto elástico, lo que permitió corsés con estampados vibrantes y colores intensos. También los pantis evolucionaron de los iniciales de red hasta los característicos negros trasparentes suministrados por Danskin.
Cada traje era a medida y en cada club había una costurera de guardia a tiempo completo. Las costureras diseñaban el modelo en dos partes: la delantera estaba previamente cosida en la zona pectoral dependiendo del tamaño de pecho (tallas B o C). Una vez la indumentaria se ajustaba a la figura de cada una, las partes se cosían juntas.
En cada club había una mujer al cargo de recursos humanos y la gerencia que estaba al cargo de los horarios de trabajo, entrenamiento, contratar y despedir personal. Esta mujer recibía el nombre de Madre Conejita (del inglés: Bunny Mother). El club tenía dos funciones para las conejitas: pista y peso. Antes de cada turno se encargaban de pesar a cada conejita, la cual no podía ganar o perder más de una libra (salvo aquellas que padecían retención de líquidos). Playboy Enterprises exigía a sus empleadas que colocaran sus trajes en el almacén al finalizar la jornada. En ocasiones los uniformes eran subastados en la misma sede de Playboy o posteriormente vía eBay. Aquellos que estuvieran en buenas condiciones, se podían vender por 10 000 dólares. En el Museo de Historia de Chicago y en el Instituto Smithsoniano aparecen expuestos los únicos modelos exhibidos al público.

## Icono internacional
Los uniformes de conejita se hicieron muy populares en Japón, donde sienten admiración por la marca. De hecho, los trajes están relacionados con el erotismo, ya que tienden a referirse a estos como Chicas Conejo (del inglés: Bunny girls) además de tener en común junto al manga y el anime, una asociación híbrida entre mujeres y animales conocidas como Kemonomimi. Las conejitas no deben confundirse con las playmates, mujeres que han aparecido en portadas de la revista Playboy, aunque algunas de ellas lo han conseguido.
En Brasil, no hay clubes, pero la revista dispone de conejitas que asisten a varios eventos. Actualmente, el número de conejitas oficiales son tres, las cuales aparecieron acompañadas por playmates (por separado, y juntas) en la portada de diciembre de 2008.

## Regreso de las conejitas
En 2006, el hotel The Palms de Las Vegas inauguró su primer club Playboy tras un cuarto de siglo. El local estaba situado en el piso 52 del Fantasy Tower. El diseñador de moda italiano, Roberto Cavalli fue elegido para diseñar los nuevos uniformes. Cerró en 2012.

## Críticas
La periodista y activista Gloria Steinem publicó en 1983 en su libro Outrageous Acts and Everyday Rebellions (en inglés: Actos escandalosos y rebeldías cotidianas) el trato al que se veían sometidas las mujeres. Clive James criticó el proceso de selección de las conejitas alegando ser una estupidez y declaró que: "para ser una conejita, una joven necesita más de lo que parece, ser una idiota".